# Soloe trigutta
Soloe trigutta är en fjärilsart som beskrevs av Walker 1854. Soloe trigutta ingår i släktet Soloe och familjen nattflyn. Inga underarter finns listade i Catalogue of Life.